# Való Világ 1
A Való Világ 1 az RTL saját fejlesztésű valóságshow-jának első szériája, amely 2002. szeptember 11-én indult, és 2002. december 22-én Szabolcs győzelmével ért véget.

## Háttér
A szereplők egy beszavazó-show keretén belül kerültek a játékba. Ezután összezárva élték mindennapjaikat, különféle feladatokat teljesítettek, majd rendszeres időközönként szavaztak arról, hogy kit látnának szívesen a villa falain kívül. A végső döntést a nézők hozták: egy nagyszabású élő műsorban dőlt el, kire szavaztak a legkevesebben: neki kellett távoznia az „Utca” ajtón. A játék legvégén is a közönség döntötte el, kié legyen a fődíj, a szerencsés igen komoly nyereményt kapott: autó, ház, egy éven keresztül havi egymillió forint és mesés utazások.

## A műsor menete

### Villalakó-jelöltek
A vastagon szedett jelölt költözhetett be a villába.
| Kategória            | 1. jelölt | 1. jelölt         | 2. jelölt | 2. jelölt         | 3. jelölt | 3. jelölt         | 4. jelölt       | 4. jelölt        |
| -------------------- | --------- | ----------------- | --------- | ----------------- | --------- | ----------------- | --------------- | ---------------- |
| 1. beszavazó show    | Hajni     | (3 585) (31,52%)  | Lorenzo   | (4 664) (41,01%)  | Topi      | (3 123) (27,46%)  | nem volt jelölt | nem volt jelölt  |
| 2. beszavazó show    | Anti      | (2 263) (21,68%)  | Ági       | (5 042) (48,31%)  | Ádám      | (3 130) (29,99%)  | nem volt jelölt | nem volt jelölt  |
| 3. beszavazó show    | Zsolti    | (6 865) (43,01%)  | Atek      | (2 100) (13,15%)  | Györgyi   | (6 995) (43,82%)  | nem volt jelölt | nem volt jelölt  |
| 4. beszavazó show    | Andi      | (5 987) (10,24%)  | Oki       | (28 670) (49,07%) | Laci      | (23 758) (40,67%) | nem volt jelölt | nem volt jelölt  |
| 5. beszavazó show    | Leslie    | (24 270) (48,55%) | Gergő     | (22 453) (44,92%) | Anikó     | (3 258) (06,51%)  | nem volt jelölt | nem volt jelölt  |
| 6. beszavazó show    | Csilla    | (11 051) (15,84%) | Hajni     | (45 241) (64,88%) | Zoli      | (13 432) (19,26%) | nem volt jelölt | nem volt jelölt  |
| Extra beszavazó show | Beo       | (16 207) (45,59%) | Madárpók  | (3 743) (10,53%)  | Malac     | (15 595) (43,87%) | nem volt jelölt | nem volt jelölt  |
| 7. beszavazó show    | Krisztián | (3 628) (09,37%)  | Szabolcs  | (20 917) (54,02%) | Manó      | (14 172) (36,60%) | nem volt jelölt | nem volt jelölt  |
| 8. beszavazó show    | Niki      | (15 029) (44,32%) | Kocó      | (5 615) (16,56%)  | Gábor     | (13 263) (39,11%) | nem volt jelölt | nem volt jelölt  |
| 9. beszavazó show    | Majka     | (9 803) (34,22%)  | Szaki     | (9 561) (33,38%)  | Zsuzsa    | (9 277) (32,39%)  | nem volt jelölt | nem volt jelölt  |
| 10. beszavazó show   | Tamás     | (2 627) (05,23%)  | Nóri      | (41 091) (81,84%) | Csaba     | (3 944) (07,85%)  | Őzi             | (2 543) (05,06%) |
| Oki show             | Krisztina | (nem)             | Éva       | (igen)            | Rita      | (nem)             | Irén            | (igen)           |

### Villalakók
| Név                          | Életkor | Lakhely        | Beszavazás dátuma    |
| ---------------------------- | ------- | -------------- | -------------------- |
| Lorenzo (Gerzsényi László)   | 30      | Debrecen       | 2002. szeptember 10. |
| Ági (Kégl Ágnes)             | 21      | Székesfehérvár | 2002. szeptember 11. |
| Györgyi (Tóth Györgyi)       | 29      | Budapest       | 2002. szeptember 12. |
| Oki (Pintér Zoltán)          | 34      | Mezőtúr        | 2002. szeptember 13. |
| Leslie (Bak László)          | 26      | Kiskunlacháza  | 2002. szeptember 18. |
| Hajni (Ádám Hajnalka)        | 25      | Budapest       | 2002. szeptember 20. |
| Szabolcs (Mészáros Szabolcs) | 27      | Békéscsaba     | 2002. szeptember 25. |
| Niki (Moringer Nikolett)     | 24      | Budapest       | 2002. szeptember 27. |
| Majka (Majoros Péter)        | 23      | Ózd            | 2002. október 3.     |
| Nóri (Takács Nóra)           | 20      | Barcs          | 2002. október 5.     |

## Kiválasztás
| Villalakók   | 1.                                                 | 2.                                                  | 3.                                                   | 4.                                                  | 5.                                                | 6.                                                  | 7.                                                     | Státusz                                     |
| Villalakók   | 2002                                               | 2002                                                | 2002                                                 | 2002                                                | 2002                                              | 2002                                                | 2002                                                   | Státusz                                     |
| ------------ | -------------------------------------------------- | --------------------------------------------------- | ---------------------------------------------------- | --------------------------------------------------- | ------------------------------------------------- | --------------------------------------------------- | ------------------------------------------------------ | ------------------------------------------- |
| Szabolcs     | Niki                                               | Lorenzo                                             | Lorenzo                                              | Ági                                                 | Ági                                               | Oki                                                 | Györgyi                                                | Győztes (87 napot töltött a Villában)       |
| Majka        | Hajni                                              | Györgyi                                             | Lorenzo                                              | Lorenzo                                             | Györgyi                                           | Szabolcs                                            | Györgyi                                                | 2. helyezett (79 napot töltött a Villában)  |
| Oki          | Szabolcs                                           | Györgyi                                             | Lorenzo                                              | Lorenzo                                             | Györgyi                                           | Majka                                               | Szabolcs                                               | 3. helyezett (100 napot töltött a Villában) |
| Györgyi      | Niki                                               | Ági                                                 | Szabolcs                                             | Oki                                                 | Nóri                                              | Szabolcs                                            | Szabolcs                                               | Kiszavazva (99 napot töltött a Villában)    |
| Nóri         | Szabolcs                                           | Hajni                                               | Szabolcs                                             | Majka                                               | Györgyi                                           | Szabolcs                                            |                                                        | Kiszavazva (70 napot töltött a Villában)    |
| Ági          | Szabolcs                                           | Györgyi                                             | Szabolcs                                             | Oki                                                 | Györgyi                                           |                                                     |                                                        | Kiszavazva (85 napot töltött a Villában)    |
| Lorenzo      | Szabolcs                                           | Oki                                                 | Szabolcs                                             | Majka                                               |                                                   |                                                     |                                                        | Kiszavazva (78 napot töltött a Villában)    |
| Leslie       | Hajni                                              | Hajni                                               | Szabolcs                                             |                                                     |                                                   |                                                     |                                                        | Kiszavazva (59 napot töltött a Villában)    |
| Hajni        | Leslie                                             | Györgyi                                             |                                                      |                                                     |                                                   |                                                     |                                                        | Kiszavazva (43 napot töltött a Villában)    |
| Niki         | Szabolcs                                           |                                                     |                                                      |                                                     |                                                   |                                                     |                                                        | Kiszavazva (22 napot töltött a Villában)    |
|              |                                                    |                                                     |                                                      |                                                     |                                                   |                                                     |                                                        |                                             |
| Kiválasztott | Szabolcs                                           | Györgyi                                             | Szabolcs                                             | Majka                                               | Györgyi                                           | Szabolcs                                            | Györgyi                                                |                                             |
| Kihívott     | Niki                                               | Hajni                                               | Leslie                                               | Lorenzo                                             | Ági                                               | Nóri                                                | Szabolcs                                               |                                             |
| Párbaj       | Szabolcs (149 385) (70,72%) Niki (61 864) (29,28%) | Györgyi (267 636) (50,40%) Hajni (263 385) (49,60%) | Szabolcs (293 262) (84,41%) Leslie (54 156) (15,59%) | Majka (600 965) (71,11%) Lorenzo (244 106) (28,89%) | Györgyi (236 828) (54,63%) Ági (196 654) (45,37%) | Szabolcs (423 195) (56,88%) Nóri (320 762) (43,12%) | Györgyi (229 292) (31,14%) Szabolcs (507 103) (68,86%) |                                             |
| Kiszavazott  | Niki                                               | Hajni                                               | Leslie                                               | Lorenzo                                             | Ági                                               | Nóri                                                | Györgyi                                                |                                             |

### Finálé

#### A végeredmény
| Finalista | Eredmény       | Eredmény       | Státusz      |
| Finalista | Első kör       | Második kör    | Státusz      |
| --------- | -------------- | -------------- | ------------ |
| Szabolcs  | 500 081 45,66% | 757 907 57,21% | Győztes      |
| Majka     | 374 056 34,15% | 566 877 42,79% | 2. helyezett |
| Oki       | 221 065 20,19% | 3. helyezett   | 3. helyezett |